# Baran bo Odar
Baran bo Odar (nacido el 18 de abril de 1978 en Olten, Cantón de Solothurn, Suiza) es un director y guionista alemán. Es director de Dark, la primera serie de producción alemana para Netflix.

## Biografía
Baran bo Odar nació "en Suiza, pero no es suizo". Su padre trabajó en Suiza como químico para la industria nuclear. Su infancia y juventud transcurrió en Erlangen, donde asistió a la escuela secundaria Albert Schweitzer. Estudió en el Colegio de Televisión y Cine de Múnich (HFF) entre 1998 y 2006. Su cortometraje Squeak, filmado durante sus estudios, se presentó en la Berlinale. Su película de graduación de 60 minutos, Under the Sun, fue nominada en 2006 para el festival de cine Max Ophüls Prize.
Después de completar sus estudios, inicialmente trabajó en la producción de comerciales, videos musicales y cortometrajes. Su debut cinematográfico fue en 2010 con The Last Silence, película que se mostró por primera vez en la Piazza Grande en el Festival de Cine de Locarno. Esto le valió ser considerado en 2011 por Variety como un director a tener en cuenta.
La película de Baran bo Odar, ¿Quién soy yo? Ningún sistema es seguro, fue un éxito y llamó la atención de Hollywood. Warner Brothers adquirió los derechos de una versión de la misma.
En el verano de 2015, filmó Sleepless, una nueva versión del thriller francés Sleepless Night, como su primera película en Estados Unidos. El thriller de acción con Jamie Foxx en el papel principal se lanzó en enero de 2017. Después de Sleepless, comenzó a trabajar en Dark, la primera serie de producción alemana para Netflix .
Actualmente se encuentra trabajando en su segunda serie 1899 que contará la historia de un grupo de inmigrantes europeos.
Baran bo Odar vive con su esposa Jantje Friese, quien es la guionista y productora de Dark y de su nueva serie 1899, y una hija en Berlín.

## Filmografía
| Año       | Título                       | Notas               |
| --------- | ---------------------------- | ------------------- |
| 2010      | The Silence                  |                     |
| 2014      | Who Am I – No System Is Safe |                     |
| 2017      | Sleepless                    |                     |
| 2017-2020 | Dark                         | Serie de televisión |
| 2022      | 1899                         | Serie de televisión |
| TBA       | Tyll                         | Serie de televisión |